# Гидрофосфат бария
Гидрофосфат бария — неорганическое соединение, кислая соль металла бария и ортофосфорной кислоты с формулой BaHPO4.

## Получение
- Реакция хлорида бария с гидрофосфатом щелочного металла:

{\displaystyle {\mathsf {BaCl_{2}+Na_{2}HPO_{4}\rightarrow BaHPO_{4}+2NaCl}}}
{\displaystyle {\mathsf {Ba(OH)_{2}+H_{3}PO_{4}\rightarrow BaHPO_{4}+2H_{2}O}}}

## Физические свойства
Гидрофосфат бария образует бесцветные кристаллы ромбической сингонии, пространственная группа P naa,
параметры ячейки a = 1,408 нм, b = 1,710 нм, c = 0,461 нм, Z = 12.
Не растворяется в воде.

## Химические свойства
- Растворяется в кислотах (не серной):

{\displaystyle {\mathsf {2BaHPO_{4}+2HCl\ {\xrightarrow {}}\ Ba(H_{2}PO_{4})_{2}+BaCl_{2}}}}
- Реагирует с щелочами:

{\displaystyle {\mathsf {3BaHPO_{4}+3NaOH\ {\xrightarrow {}}\ Ba_{3}(PO_{4})_{2}+Na_{3}PO_{4}+3H_{2}O}}}